# Gabriel Badilla
Gabriel Badilla Segura (30. června 1984, San José, Kostarika – 20. listopadu 2016) byl kostarický fotbalový obránce (stoper) a reprezentant, který hrál ve své kariéře za kluby Deportivo Saprissa a New England Revolution. Účastník Mistrovství světa 2006 v Německu.

## Klubová kariéra
- Deportivo Saprissa (mládež)
- Deportivo Saprissa 2001–2008
- New England Revolution 2008–2010[1]
- Deportivo Saprissa 2010–2016

Téměř celou kariéru strávil v kostarickém klubu Deportivo Saprissa s výjimkou let 2008–2009, kdy působil v mužstvu New England Revolution z USA. V červnu 2016 ukončil aktivní hráčskou kariéru. 20. listopadu 2016 zemřel ve věku 32 let na zástavu srdce při běhu na 10 kilometrů.

## Reprezentační kariéra
V A-týmu Kostariky debutoval v roce 2005.
Zúčastnil se Mistrovství světa 2006 v Německu.